# Pogonortalis commoni
Pogonortalis commoni är en tvåvingeart som beskrevs av Paramonov 1958. Pogonortalis commoni ingår i släktet Pogonortalis och familjen bredmunsflugor. Inga underarter finns listade i Catalogue of Life.